# شبه‌جزیره کولا

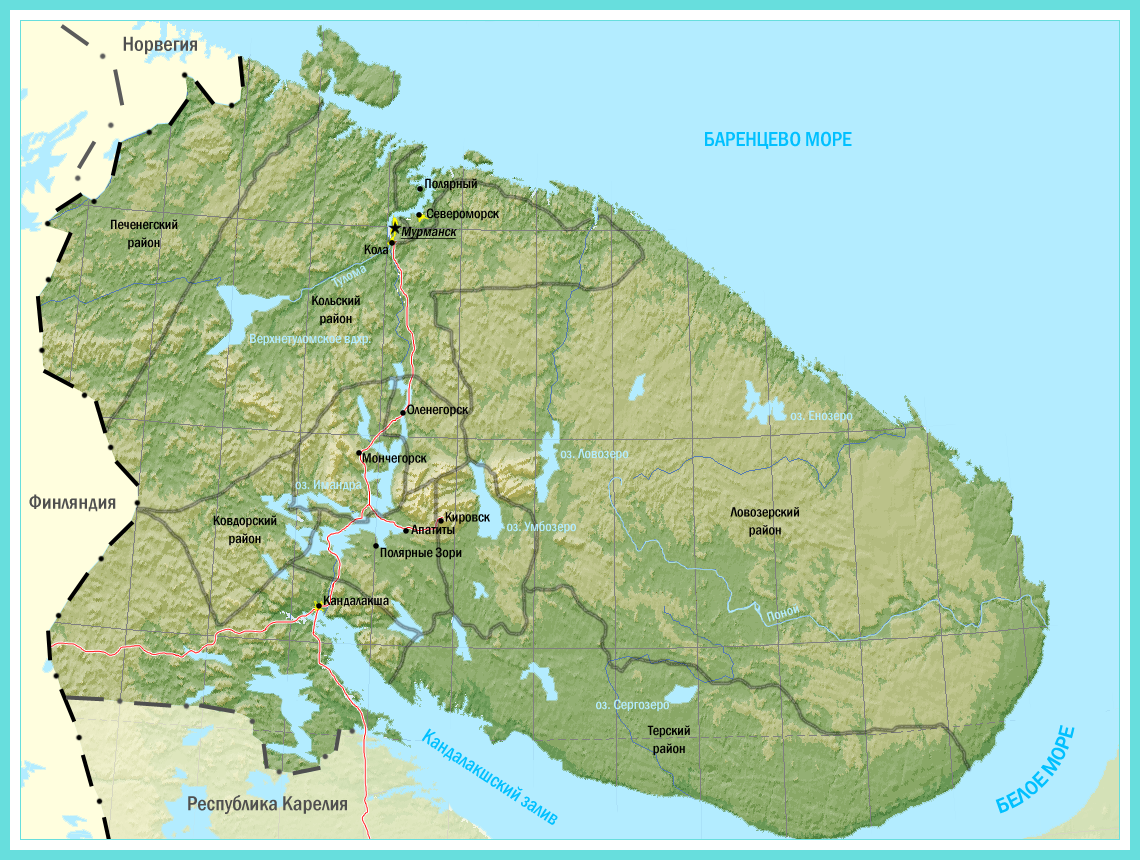
شبه جزیره کولا به عنوان جزئی از استان مورمانسک.

شبه جزیره کولا (به روسی: Ко́льский полуо́стров، تلفظ: کُلسْکی پُلوسْترُوْ) شبه جزیره‌ای در دوردست‌های شمال غرب روسیه‌است. این شبه جزیره بخش عمده قلمرو استان مورمانسک را تشکیل می‌دهد.
شبه جزیره کولا تقریباً به‌طور کامل در شمال مدار شمالگان واقع شده و دریای بارنتس در شمال آن و دریای سفید در شرق و جنوب شرقی آن قرار دارد. شبه جزیره در حدود ۱۰۰٬۰۰۰ کیلومتر مربع مساحت و ۸۸۰٫۰۰۰ نفر جمعیت دارد.
شهر مورمانسک با جمعیت بیش از ۳۰۰ هزار نفر، پرجمعیت‌ترین سکونتگاه در این شبه جزیره‌است.
مورمانسک، شهر اصلی در شبه جزیره، در طول جنگ جهانی دوم از مسیرهای اصلی ترانزیت برای روس‌ها بود. در زمان جنگ سرد، کولا از دیدگاه راهبردی اهمیت زیادی داشت. این شبه جزیره امروزه محل تخلیه مواد زاید فلزی سنگین روسیه و زباله‌های هسته‌ای است.
کولا با اینکه در منطقه قطبی واقع شده اما به لطف جریان گلف استریم، کرانه‌ای بدون یخ و آب و هوایی نسبتاً معتدل دارد. بخش عمده شبه جزیره از دشت‌های بی‌درخت پوشیده از گلسنگ تشکیل شده و در جنوب آن نیز باریکه‌ای از جنگل‌های سوزنی‌برگ تایگا قرار دارد.
سواحل شمالی آنکه ساحل مورمان نامیده می‌شود متشکل از صخره‌های مرتفع است، ساحل شرقی، به نام ساحل «تِر» ارتفاعات کمتری دارد و سواحل جنوب، معروف به کرانه کاندالاکشا، بسیار پست و باتلاقی است.
در جنوب غرب کولا کوهستان خیبینی جای گرفته که دارای معادن زیادی است. کانی‌های آپاتیت و نفلین در جهان، تنها در این شبه جزیره در مقادیر زیاد یافت می‌شوند.
از آپاتیت، فسفر تولید می‌شود که برای تولید کود اهمیت دارد و نفلین از مواد خام تولید آلومینیوم است.

## مردم
کولا بخشی از لاپلند به‌شمار می‌آید. ۸۹ درصد از ساکنان، که به‌طور عمده در امتداد سواحل زندگی می‌کنند، روس هستند. مناطق داخلی زیستگاه قوم سامی است که دامداران گوزن شمالی هستند و نیاکانشان ساکنان اصلی این منطقه بودند. مرکز سامی‌ها لووزرو است. به‌جز زبان کیلدین-سامی، دیگر زبان‌های سامی کولا تقریباً منقرض شده‌است.